# Kodihalli.K.G, Piriyapatna
Kodihalli.K.G là một làng thuộc tehsil Piriyapatna, huyện Mysore, bang Karnataka, Ấn Độ.